# Харитонов, Николай Николаевич (Герой Социалистического Труда)
Николай Николаевич Харитонов (10 декабря 1930, Ярославская область — 11 марта 2011, Москва) — советский хозяйственный, государственный и политический деятель, Герой Социалистического Труда.

## Биография
Родился в 1930 году в Ярославской области. Член КПСС.
С 1941 года — на хозяйственной, общественной и политической работе. В 1941—1991 гг. — сельскохозяйственный работник, красноармеец-пограничник, сцепщик, составитель поездов станции Люблино-Сортировочное Московской железной дороги.
Указом Президиума Верховного Совета СССР от 16 января 1974 года присвоено звание Героя Социалистического Труда с вручением ордена Ленина и золотой медали «Серп и Молот».
За повышение эффективности перевозок на ж/д, морском, речном и автомобильном транспорте на основе совершенствования технологии и методов труда был в составе коллектива удостоен Государственной премии СССР за выдающиеся достижения в труде 1975 года. Почетный железнодорожник.
Делегат XXV съезда КПСС.
Умер в Москве в 2011 году.